# ジャクソン・マルティネス
ジャクソン・アルレイ・マルティネス・バレンシア（スペイン語: Jackson Arley Martínez Valencia、1986年10月3日 - ）は、コロンビア・キブド出身の元サッカー選手。元コロンビア代表。現役時代ポジションはフォワード。
ピッチ上でダンスのような動きをすることからCha Cha Chaとアダ名を付けられている。コラムニストのティム・ヴィックリーは、両足を遜色なく使うことが出来る純粋な点取り屋と評している。
2020年12月に現役を引退した。

## 経歴

### クラブ

#### インデペンディエンテ・メデジン
元サッカー選手の父オルランドの下で生まれたジャクソンは、メデジンを拠点とするアマチュアのDeportivo Coopebombas Encizoでキャリアを始め、2004年にペドロ・エンリケ・サルミエント監督率いるインデペンディエンテ・メデジンへ入団した。
インデペンディエンテ・メデジンのトップチームに昇格を果たした2005年から2007年までの間は、散発的に得点を挙げることにとどまっていたが、2008年に11得点を挙げたことで注目を集めるようになった。2009後期リーグでは、アトレティコ・ウイラとの決勝戦で2試合共に得点を決め、クラブを5度目のリーグ優勝に導いた。個人としては、レイデル・プレシアードが持つシーズン最多得点記録を塗り替える18得点を叩きだし得点王となった。さらに、エル・ティエンポ紙が選ぶ最優秀選手に選出され、コロンビア代表で代表初出場を飾り2試合連続得点を決めた。この活躍にクラブは、マルティネスは500万ドル以上の価値があると賞賛した。
同シーズン終了間際に韓国1部の蔚山現代FCと暫定合意に達したとクラブのディレクターから発表された が、契約条件が直前に変更されたことやジャクソン本人がアジアへ行くことを拒否したため、最終的に破談となった。

#### ハグアレス・デ・チアパス
シーズン終了後にアルゼンチン1部の強豪CAリーベル・プレートとラシン・クラブが獲得の申し出を行っていた ものの、最終的に同胞のルイス・フェルナンド・モスケラと共にメキシコ1部のハグアレス・デ・チアパスと契約した。
加入1年目となる2010後期リーグでは、得点王まで後一歩及ばなかったものの得点ランク4位となる9得点（得点王はハビエル・エルナンデス、ホアン・ファノ、ハーキュリーズ・ゴメスの10得点）を挙げ、コパ・リベルタドーレス2011の方でも主力の1人として活躍し、クラブ史上初出場ながらも準決勝進出に貢献した。また、12月28日から30日までの間に行われたメキシコ、グアテマラ、エルサルバドルに所属する4チームからなるコパ・メソアメリカーナ2011では、初戦のコムニカシオネスFC相手に2得点を決める と、決勝のADイシドロ・メタパン相手にハットトリックを達成し、得点王となる5得点を挙げる活躍でチームを記念すべき第1回大会優勝に導いた。
チームに加入してから通算30得点近くを挙げ、さらに2012後期リーグ開幕時に主将に任命される等、クラブでの充実した生活を送るのみにとどまらず、代表でも安定したパフォーマンスを披露していたことから欧州トップリーグであるイングランド1部のリヴァプールFCやマンチェスター・シティFC、程なくして契約することになるポルトガル1部のFCポルトから関心を寄せられた。

#### ポルト
2012-13
2012年7月7日に移籍金880万ユーロでFCポルトと4年契約を締結。違約金は4000万ユーロ（約39億円）に設定された。初公式戦となった8月11日のアカデミカ・コインブラとのスーペルタッサ・カンディド・デ・オリベイラで90分に初得点及び決勝点を挙げ、タイトルを獲得。また、同試合の最優秀選手に選出された。
8月25日のヴィトーリア・ギマランイス戦 (4-0) で80分にペナルティーキックによりリーグ戦初得点を記録。9月1日のSCオリャネンセ戦  (3-2) で2得点目、次のSCベイラ・マル戦 (4-0) では同胞のハメス・ロドリゲスのパスからオーバーヘッドキックにより先制点にして自身3得点目を挙げた。第5節のリオ・アヴェFC戦（アウェイ2-2）では、1点を追いかける中で89分に得点を挙げチームを救った。ライバルのスポルティングCP戦 (2-0) でバックヒールボレーにより得点を記録。UEFAチャンピオンズリーグ 2012-13 グループリーグのFCディナモ・キーウ戦 (3-2) で同胞のハメス・ロドリゲスのパスから欧州カップ戦初得点を決め、さらにルチョ・ゴンサレスのクロスから2得点目となる決勝点を挙げて勝利に貢献。GDエストリル・プライア戦 (2-1) で1得点1アシストを記録。
加入して12試合で11得点と、近年クラブで活躍したリサンドロ・ロペス、フッキ、そして同胞のラダメル・ファルカオを抜く得点率を記録 し、その活躍からディアリオ・デ・ノティシアス紙のジョアン・ルエラ記者から"Jackshow Martínez"と愛称を付けられた。CSマリティモ戦 (2-0) での2得点 活躍から、同日のポルトガル全紙のスポーツ関連の見出しを飾った。これらの活躍から10月と11月の2ヶ月連続でリーグの月間最優秀選手に選出 されやことから、12月にはリヴァプール、チェルシーFC、FCバルセロナといったクラブから関心を寄せられた。
チャンピオンズリーグのグループリーグ最終節パリ・サンジェルマンFC戦で得点を挙げる。チームは1-2で敗北したものの、グループ2位により決勝トーナメント進出が決定。モレイレンセFC戦 (1-0) でハメス・ロドリゲスからのパスから得点を挙げた。
後半戦初戦のCDナシオナル戦 (1-0) で頭により得点、SLベンフィカとのオ・クラシコ (2-2) でも引き続き得点した。ヴィトーリア・セトゥーバル戦でPKを含む2得点、次のジル・ヴィセンテFC (5-0) 戦で90分に得点、ヴィトーリア・ギマランイス戦で2度の頭による得点を含めたハットトリックを達成。これで17試合18得点とし、オリャネンセ戦 (1-1) で連続得点記録を更新、次のベイラ・マル戦でも得点、リオ・アヴェ戦ではPKとハメス・ロドリゲスのクロスからのボレーで2得点を挙げる活躍から2013年2月度の月間最優秀選手に選出された。
タッサ・ダ・リーガ初出場となった準決勝のリオ・アヴェ戦 (4-0) で快勝するも無得点に終わってしまったが、すぐさまモレイレンセとのリーグ戦で2得点を挙げている。リーグ最終節のFCパソス・デ・フェレイラ戦 (2-0) でも得点を挙げた。加入1季目、そして欧州初上陸ながらも、スーペルタッサ・カンディド・デ・オリベイラとスーペル・リーガ優勝を経験したのみならず、個人として30試合26得点により得点王になるなど、ジャクソンにとって成功したシーズンだった。また、ESPNは2012-13シーズンの欧州で最高の契約の1つにジャクソンの名前を挙げた。
2013-14
エスタディオ・ムニシパル・デ・アヴェイロでのヴィトーリア・ギマランイスとのスーペルタッサ・カンディド・デ・オリベイラ (3-0) で得点を挙げて再度優勝に貢献。
ヴィトーリア・セトゥーバルとの開幕戦 (3-1) で得点、1週間後のマリティモ戦で再度得点、9月1日のパソス・フェレイラ戦（アウェイ1-0）で決勝点を記録。次のジル・ヴィセンテ戦で再度得点、9月22日のエストリル戦 (2-2) でルチョ・ゴンサレスのパスにより得点、FCアロウカ戦で2得点を挙げた。
2013-14シーズンのポルトはリーガで3位に終わったが、ジャクソン自身はリーガ最終節のSLベンフィカとの対戦でPKから決勝点を挙げ最終的にリーガでの得点数を20の大台に乗せ、2シーズン連続の得点王となった。

#### アトレティコ・マドリード
2014-15シーズン終了後、ACミランがジャクソンの獲得に動いたが、ユヴェントスに移籍したマリオ・マンジュキッチの代役としてアトレティコ・マドリードが獲得を決めた。2015年7月、ポルトはジャクソンのアトレティコ・マドリード移籍を発表。移籍金は3500万ユーロ。しかし、アトレティコでは15試合で2得点と本領を発揮できなかった・

#### 広州恒大
2016年2月3日、移籍金4200万ユーロ（約54億9000万円）で中国・スーパーリーグの広州恒大に4年契約（2019年12月31日まで）で完全移籍したことを発表した。背番号は「9」に決まった。
2016年10月、16試合に出場していたが、足首の負傷により2年間戦列を離れた。2017年7月にも足首の手術をした。2018年3月、広州恒大は負傷を理由に契約を解除した。

#### ポルティモネンセ
2018年8月31日、1シーズンのローンでポルティモネンセに加入した。 その後、2019年末までの完全移籍をした。 9月23日に行われたヴィトーリア・デ・ギマレス戦でデビューを果たした。2018年11月3日、ベレネンセ戦でPKでクラブ初得点を決めた。その1カ月後には、ヴィトーリア・セトゥバル戦では2得点を決めた。
2020年1月に新契約を結び2022年まで在籍したが、慢性的な足首の怪我に悩まされながら、2020年8月にポルティモネンセを退団した。
2020年12月7日、マルティネスは引退を発表した。

### 音楽活動
現役引退後、ラッパーとしての活動を開始している。

### 代表
2009年8月26日にエドゥアルド・ララ監督の下で2010 FIFAワールドカップ・南米予選のエクアドル戦とウルグアイ戦に向けてコロンビア代表に初招集され、エクアドル戦 (2-0) で後半から初出場を飾ると、81分にジョヴァンニ・モレノのパスにより初得点を挙げた。続くウルグアイ戦 (1-3) でも得点を記録した。
2011年6月7日にエルナン・ダリオ・ゴメス監督の下でコパ・アメリカ2011の一員に選出された。
2014年6月2日、2014 FIFAワールドカップ本戦に向けた最終メンバーに選出された。グループリーグ第一戦のギリシャ戦で後半31分から途中出場。第二戦のコートジボワール戦では出場機会が無かったが、第三戦の日本戦で先発出場すると2得点を挙げ勝利に貢献した。

## 個人成績
| 国内大会個人成績 | 国内大会個人成績         | 国内大会個人成績 | 国内大会個人成績         | 国内大会個人成績 | 国内大会個人成績 | 国内大会個人成績 | 国内大会個人成績 | 国内大会個人成績 | 国内大会個人成績 | 国内大会個人成績 | 国内大会個人成績 |
| 年度             | クラブ                   | 背番号           | リーグ                   | リーグ戦         | リーグ戦         | リーグ杯         | リーグ杯         | オープン杯       | オープン杯       | 期間通算         | 期間通算         |
| 年度             | クラブ                   | 背番号           | リーグ                   | 出場             | 得点             | 出場             | 得点             | 出場             | 得点             | 出場             | 得点             |
| スペイン         | スペイン                 | スペイン         | スペイン                 | リーグ戦         | リーグ戦         | 国王杯           | 国王杯           | オープン杯       | オープン杯       | 期間通算         | 期間通算         |
| ---------------- | ------------------------ | ---------------- | ------------------------ | ---------------- | ---------------- | ---------------- | ---------------- | ---------------- | ---------------- | ---------------- | ---------------- |
| 2015-16          | アトレティコ・マドリード | 11               | プリメーラ・ディビシオン | 15               | 2                | 3                | 0                | -                | -                | 18               | 2                |
| 中国             | 中国                     | 中国             | 中国                     | リーグ戦         | リーグ戦         | リーグ杯         | リーグ杯         | FA杯             | FA杯             | 期間通算         | 期間通算         |
| 2016             | 広州恒大                 | 9                | 超級                     | 10               | 4                | -                | -                | 2                | 0                | 12               | 4                |
| 通算             | スペイン                 | スペイン         | プリメーラ・ディビシオン | 15               | 2                | 3                | 0                | -                | -                | 18               | 2                |
| 通算             | 中国                     | 中国             | 超級                     | 10               | 4                | -                | -                | 2                | 0                | 12               | 4                |
| 総通算           | 総通算                   | 総通算           | 総通算                   | 25               | 6                | 3                | 0                | 2                | 0                | 30               | 6                |

| 国際大会個人成績 | 国際大会個人成績         | 国際大会個人成績 | 国際大会個人成績 | 国際大会個人成績 | 国際大会個人成績 | 国際大会個人成績 | FIFA | FIFA | 期間通算 | 期間通算 |
| 年度             | クラブ                   | 背番号           | 出場             | 得点             | 出場             | 得点             | 出場 | 得点 | 出場     | 得点     |
| UEFA             | UEFA                     | UEFA             | UEFA CL          | UEFA CL          | UEFA EL          | UEFA EL          | FCWC | FCWC | 期間通算 | 期間通算 |
| ---------------- | ------------------------ | ---------------- | ---------------- | ---------------- | ---------------- | ---------------- | ---- | ---- | -------- | -------- |
| 2015-16          | アトレティコ・マドリード | 11               | 4                | 1                | -                | -                | -    | -    | 4        | 1        |
| AFC              | AFC                      | AFC              | AFC CL           | AFC CL           | AFC CUP          | AFC CUP          | FCWC | FCWC | 期間通算 | 期間通算 |
| 2016             | 広州恒大                 | 9                | 4                | 0                | -                | -                | -    | -    | 4        | 0        |
| 通算             | UEFA                     | UEFA             | 4                | 1                | 0                | 0                | 0    | 0    | 4        | 1        |
| 通算             | AFC                      | AFC              | 4                | 0                | 0                | 0                | 0    | 0    | 4        | 0        |
| 総通算           | 総通算                   | 総通算           | 8                | 1                | 0                | 0                | 0    | 0    | 8        | 1        |

## 代表歴

### 出場大会
- コロンビア代表
  - 2014 FIFAワールドカップ

### 試合数
- 国際Aマッチ 40試合 8得点（2009年-2015年）[40]

| コロンビア代表 | 国際Aマッチ | 国際Aマッチ |
| 年             | 出場        | 得点        |
| -------------- | ----------- | ----------- |
| 2009           | 5           | 2           |
| 2010           | 3           | 0           |
| 2011           | 5           | 1           |
| 2012           | 4           | 1           |
| 2013           | 8           | 2           |
| 2014           | 9           | 2           |
| 2015           | 6           | 0           |
| 通算           | 40          | 8           |

## タイトル

### クラブ
インデペンディエンテ・メデジン
- コロンビア・プロサッカーリーグ : 2009後期
- コパ・デル・パシフィコ : 2009

ハグアレス・デ・チアパス
- コパ・メソアメリカーナ (Copa Mesoamericana) : 2011

FCポルト
- スーペル・リーガ 2012-13
- スーペルタッサ・カンディド・デ・オリベイラ : 2012, 2013

広州恒大
- 中国サッカー・超級リーグ：1回 (2016)
- 中国FAカップ：1回 (2016)
- 中国サッカー・スーパーカップ：1回 (2016)

### 個人
- コロンビア・プロサッカーリーグ得点王 : 2009後期
- コパ・メソアメリカーナ (Copa Mesoamericana) 得点王 : 2011
- スーペルタッサ・カンディド・デ・オリベイラ最優秀選手賞 : 2012
- SJPF月間最優秀選手（英語版）: 2012年10月度, 2012年11月度, 2013年2月度
- スーペル・リーガ得点王 : 2012-13, 2013-2014, 2014-2015
- O Jogo選定ベストイレブン : 2012[41]